# Velika nagrada Velike Britanije

## Pobjednici

### Višestruki pobjednici (vozači)
| Pobjede | Vozač                 | Pobjednička godina                                     |
| ------- | --------------------- | ------------------------------------------------------ |
| 8       | Lewis Hamilton        | 2008., 2014., 2015., 2016., 2017., 2019., 2020., 2021. |
| 5       | Jim Clark             | 1962., 1963., 1964., 1965., 1967.                      |
| 5       | Alain Prost           | 1983., 1985., 1989., 1990., 1993.                      |
| 4       | Nigel Mansell         | 1986., 1987., 1991., 1992.                             |
| 3       | Jack Brabham          | 1959., 1960., 1966.                                    |
| 3       | Niki Lauda            | 1976., 1982., 1984.                                    |
| 3       | Michael Schumacher    | 1998., 2002., 2004.                                    |
| 2       | José Froilán González | 1951., 1954.                                           |
| 2       | Alberto Ascari        | 1952., 1953.                                           |
| 2       | Stirling Moss         | 1955., 1957.                                           |
| 2       | Jackie Stewart        | 1969., 1971.                                           |
| 2       | Emerson Fittipaldi    | 1972., 1975.                                           |
| 2       | Jacques Villeneuve    | 1996., 1997.                                           |
| 2       | David Coulthard       | 1999., 2000.                                           |
| 2       | Fernando Alonso       | 2006., 2011.                                           |
| 2       | Sebastian Vettel      | 2009., 2018.                                           |
| 2       | Mark Webber           | 2010., 2012.                                           |

### Višestruki pobjednici (konstruktori)
| Pobjede | Konstruktor | Pobjednička godina |
| ------- | ----------- | --- |
| 17      | Ferrari     | 1951., 1952., 1953., 1954., 1956., 1958., 1961., 1976., 1978., 1990., 1998., 2002., 2003., 2004., 2007., 2011., 2018. |
| 14      | McLaren     | 1973., 1975., 1977., 1981., 1982., 1984., 1985., 1988., 1989., 1999., 2000., 2001., 2005., 2008.                      |
| 10      | Williams    | 1979., 1980., 1986., 1987., 1991., 1992., 1993., 1994., 1996., 1997.                                                  |
| 9       | Mercedes    | 1955., 2013., 2014., 2015., 2016., 2017., 2019., 2020., 2021.                                                         |
| 8       | Lotus       | 1962., 1963., 1964., 1965., 1967., 1968., 1970., 1972.                                                                |
| 3       | Red Bull    | 2009., 2010., 2012.                                                                                                   |
| 2       | Cooper      | 1959., 1960. |
| 2       | Tyrrell     | 1971., 1974. |
| 2       | Renault     | 1983., 2006. |

### Pobjednici po godinama
| Godina | Vozač                     | Bolid            | Lokacija     |
| ------ | ------------------------- | ---------------- | ------------ |
| 1950.  | Giuseppe Farina           | Alfa Romeo       | Silverstone  |
| 1951.  | José Froilán González     | Ferrari          | Silverstone  |
| 1952.  | Alberto Ascari            | Ferrari          | Silverstone  |
| 1953.  | Alberto Ascari            | Ferrari          | Silverstone  |
| 1954.  | José Froilán González     | Ferrari          | Silverstone  |
| 1955.  | Stirling Moss             | Mercedes         | Aintree      |
| 1956.  | Juan Manuel Fangio        | Ferrari          | Silverstone  |
| 1957.  | Tony Brooks Stirling Moss | Vanwall          | Aintree      |
| 1958.  | Peter Collins             | Ferrari          | Silverstone  |
| 1959.  | Jack Brabham              | Cooper-Climax    | Aintree      |
| 1960.  | Jack Brabham              | Cooper-Climax    | Silverstone  |
| 1961.  | Wolfgang von Trips        | Ferrari          | Aintree      |
| 1962.  | Jim Clark                 | Lotus-Climax     | Aintree      |
| 1963.  | Jim Clark                 | Lotus-Climax     | Silverstone  |
| 1964.  | Jim Clark                 | Lotus-Climax     | Brands Hatch |
| 1965.  | Jim Clark                 | Lotus-Climax     | Silverstone  |
| 1966.  | Jack Brabham              | Brabham-Repco    | Brands Hatch |
| 1967.  | Jim Clark                 | Lotus-Ford       | Silverstone  |
| 1968.  | Jo Siffert                | Lotus-Ford       | Brands Hatch |
| 1969.  | Jackie Stewart            | Matra-Ford       | Silverstone  |
| 1970.  | Jochen Rindt              | Lotus-Ford       | Brands Hatch |
| 1971.  | Jackie Stewart            | Tyrrell-Ford     | Silverstone  |
| 1972.  | Emerson Fittipaldi        | Lotus-Ford       | Brands Hatch |
| 1973.  | Peter Revson              | McLaren-Ford     | Silverstone  |
| 1974.  | Jody Scheckter            | Tyrrell-Ford     | Brands Hatch |
| 1975.  | Emerson Fittipaldi        | McLaren-Ford     | Silverstone  |
| 1976.  | Niki Lauda                | Ferrari          | Brands Hatch |
| 1977.  | James Hunt                | McLaren-Ford     | Silverstone  |
| 1978.  | Carlos Reutemann          | Ferrari          | Brands Hatch |
| 1979.  | Clay Regazzoni            | Williams-Ford    | Silverstone  |
| 1980.  | Alan Jones                | Williams-Ford    | Brands Hatch |
| 1981.  | John Watson               | McLaren-Ford     | Silverstone  |
| 1982.  | Niki Lauda                | McLaren-Ford     | Brands Hatch |
| 1983.  | Alain Prost               | Renault          | Silverstone  |
| 1984.  | Niki Lauda                | McLaren-TAG      | Brands Hatch |
| 1985.  | Alain Prost               | McLaren-TAG      | Silverstone  |
| 1986.  | Nigel Mansell             | Williams-Honda   | Brands Hatch |
| 1987.  | Nigel Mansell             | Williams-Honda   | Silverstone  |
| 1988.  | Ayrton Senna              | McLaren-Honda    | Silverstone  |
| 1989.  | Alain Prost               | McLaren-Honda    | Silverstone  |
| 1990.  | Alain Prost               | Ferrari          | Silverstone  |
| 1991.  | Nigel Mansell             | Williams-Renault | Silverstone  |
| 1992.  | Nigel Mansell             | Williams-Renault | Silverstone  |
| 1993.  | Alain Prost               | Williams-Renault | Silverstone  |
| 1994.  | Damon Hill                | Williams-Renault | Silverstone  |
| 1995.  | Johnny Herbert            | Benetton-Renault | Silverstone  |
| 1996.  | Jacques Villeneuve        | Williams-Renault | Silverstone  |
| 1997.  | Jacques Villeneuve        | Williams-Renault | Silverstone  |
| 1998.  | Michael Schumacher        | Ferrari          | Silverstone  |
| 1999.  | David Coulthard           | McLaren-Mercedes | Silverstone  |
| 2000.  | David Coulthard           | McLaren-Mercedes | Silverstone  |
| 2001.  | Mika Häkkinen             | McLaren-Mercedes | Silverstone  |
| 2002.  | Michael Schumacher        | Ferrari          | Silverstone  |
| 2003.  | Rubens Barrichello        | Ferrari          | Silverstone  |
| 2004.  | Michael Schumacher        | Ferrari          | Silverstone  |
| 2005.  | Juan Pablo Montoya        | McLaren-Mercedes | Silverstone  |
| 2006.  | Fernando Alonso           | Renault          | Silverstone  |
| 2007.  | Kimi Räikkönen            | Ferrari          | Silverstone  |
| 2008.  | Lewis Hamilton            | McLaren-Mercedes | Silverstone  |
| 2009.  | Sebastian Vettel          | Red Bull-Renault | Silverstone  |
| 2010.  | Mark Webber               | Red Bull-Renault | Silverstone  |
| 2011.  | Fernando Alonso           | Ferrari          | Silverstone  |
| 2012.  | Mark Webber               | Red Bull-Renault | Silverstone  |
| 2013.  | Nico Rosberg              | Mercedes         | Silverstone  |
| 2014.  | Lewis Hamilton            | Mercedes         | Silverstone  |
| 2015.  | Lewis Hamilton            | Mercedes         | Silverstone  |
| 2016.  | Lewis Hamilton            | Mercedes         | Silverstone  |
| 2017.  | Lewis Hamilton            | Mercedes         | Silverstone  |
| 2018.  | Sebastian Vettel          | Ferrari          | Silverstone  |
| 2019.  | Lewis Hamilton            | Mercedes         | Silverstone  |
| 2020.  | Lewis Hamilton            | Mercedes         | Silverstone  |
| 2021.  | Lewis Hamilton            | Mercedes         | Silverstone  |
| 2022.  | Carlos Sainz Jr.          | Ferrari          | Silverstone  |